# 1896 год в театре
1896 год в театре

## Яркие постановки
- 17 октября — Александринский театр впервые ставит пьесу А. П. Чехова «Чайка».

## Персоналии

### Родились
- 27 января — Юрий Алексеевич Бахрушин, советский историк балета, педагог.
- 5 февраля — Владимир Сергеевич Благообразов, советский актёр театра и кино, народный артист РСФСР (1965).
- 24 февраля — Невена Буюклиева, народная артистка Болгарии.
- 16 апреля — Борис Георгиевич Добронравов, советский актёр, народный артист СССР (1937).
- 18 апреля — Стефан Савов, болгарский актёр, драматург. Народный артист Болгарии. Лауреат Димитровской премии.
- 27 мая — Рузанна Вартанян, советская театральная актриса, Народная артистка Армянской ССР.
- 30 июля — Маргарита Аннинская, советская театральная актриса, Народная артистка Азербайджанской ССР.
- 9 августа — Леонид Фёдорович Мясин, танцовщик и хореограф, автор более 70 балетов.
- 19 августа — Ольга Бакланова, русская и американская актриса театра и кино.
- 27 августа — Фаина Раневская, советская актриса театра и кино, народная артистка СССР.
- 4 сентября — Арто Антонен, французский писатель, поэт, драматург, актёр театра и кино, художник, драматург и киносценарист, режиссёр и теоретик театра.
- 21 октября — Евгений Шварц, советский драматург, автор сценариев к нескольким фильмам.
- 28 октября — Михаил Фёдорович Романов, советский актёр театра и кино, театральный режиссёр, народный артист СССР (1951).
- 15 декабря — Клавдия Михайловна Половикова, советская актриса театра и кино.
- 16 декабря — Моисей Гольдблат, советский театральный режиссёр и актёр.

### Скончались
16 (28) января — Владимир Иванович Степанов, артист балета императорской Петербургской труппы, создатель одной из систем записи танца.
- 13 февраля — Людвиг Габиллон, немецкий актёр, режиссёр, театральный деятель.